# Universität der Chinesischen Akademie der Wissenschaften

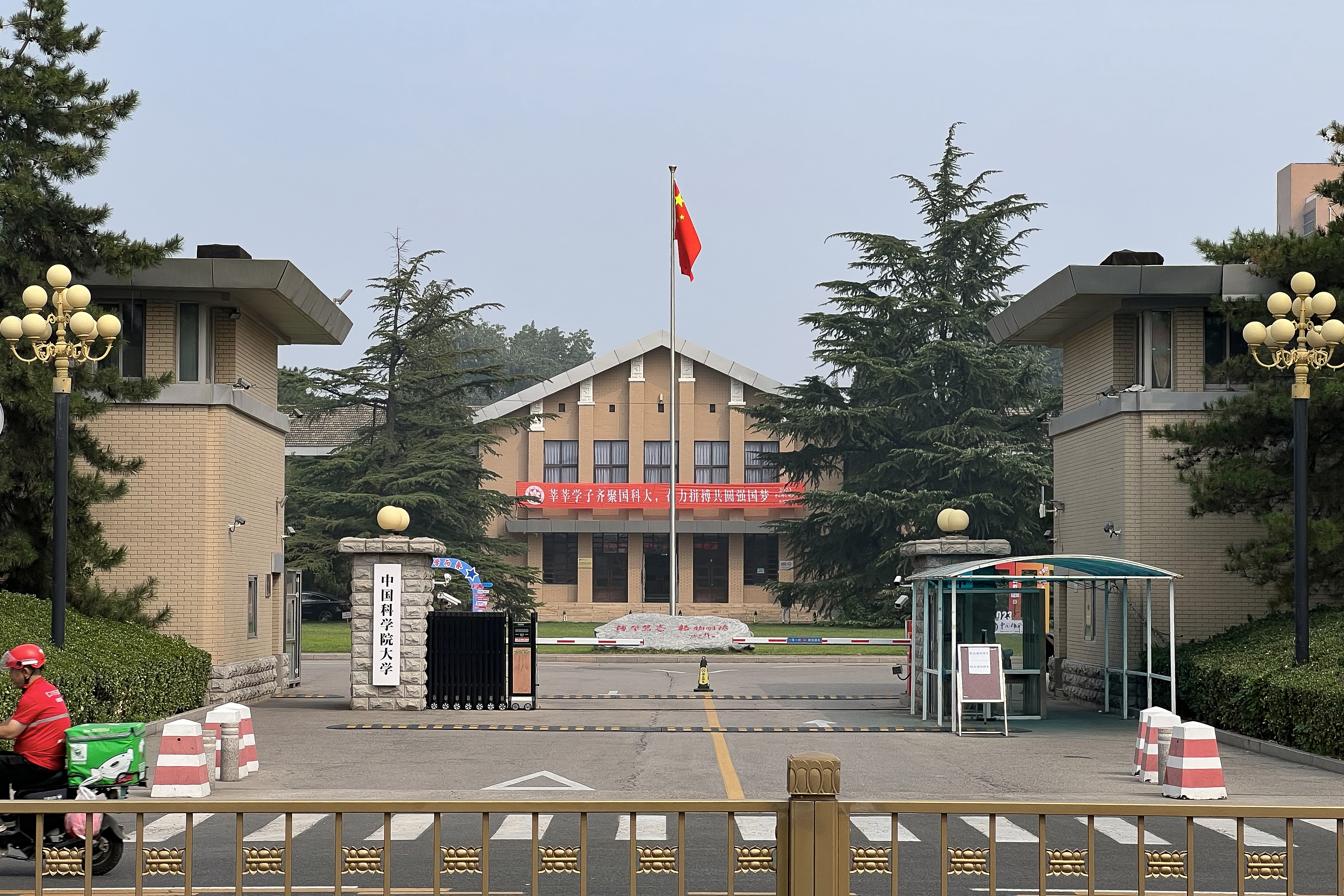
Universität der Chinesischen Akademie der Wissenschaften, Yuquanlu

Die Universität der Chinesischen Akademie der Wissenschaften (UCAS, chinesisch 中国科学院大学) ist eine chinesische Universität in Peking, deren Schwerpunkt auf die weiterführende Bildung und die Promotion legt. Vorläufer der heutigen Hochschule ist die 1978 gegründete, der Chinesischen Akademie der Wissenschaften angehörige Graduiertenschule (中国科学技术大学研究生院, ab dem Jahr 2000 国科学院研究生院), die erste ihrer Art in der VR China, bei der der erste Doktor der Naturwissenschaften, der erste Dr.-Ing. und die erste Doktorin verliehen wurden. Seit 2012 trägt die Universität den heutigen Namen.
Im Output-Ranking 2019/2020 des Nature Index der Universitäten und außeruniversitären Forschungseinrichtungen belegt die UCAS Platz 13 weltweit.